# Provincia del New Hampshire
La Provincia del New Hampshire fu una colonia inglese, successivamente divenuta provincia britannica, situata nel New England. Il nome venne attribuito per la prima volta nel 1629 al territorio compreso tra i fiumi Merrimack e Piscataqua sulla costa orientale del America del Nord. Il capitano John Mason, il primo proprietario designato, scelse il nome in omaggio alla contea dell'Hampshire nell'Inghilterra meridionale. Nel 1776 la provincia si proclamò stato indipendente con un proprio governo, lo Stato del New Hampshire, e si unì ad altre dodici colonie per formare gli Stati Uniti d'America.

## Storia
I primi insediamenti europei nel New Hampshire risalgono agli anni Venti del Seicento, e per molti anni la provincia rimase composta da un numero esiguo di comunità sparse lungo la costa, il fiume Piscataqua e la Great Bay. Nel 1641 queste comunità vennero poste sotto il governo della Colonia della Baia del Massachusetts, finché Carlo II non emanò una patente coloniale per la provincia e nominò John Cutt come Presidente del New Hampshire nel 1679. Dopo un breve periodo di autonomia, il territorio venne assorbito nel Dominio del New England nel 1686. A seguito del crollo dell'impopolare Dominio, il 7 ottobre 1691 il New Hampshire fu nuovamente separato dal Massachusetts e organizzato come colonia della corona inglese. La sua carta fu emanata il 14 maggio 1692, durante il regno congiunto di Guglielmo e Maria, monarchi d'Inghilterra, Scozia e Irlanda. Tra il 1699 e il 1741, il governatore della provincia spesso ricopriva contemporaneamente la carica di governatore della Provincia della Baia del Massachusetts. Questa pratica cessò definitivamente nel 1741, con la nomina di Benning Wentworth a governatore. Wentworth rivendicò a nome della provincia le terre a ovest del fiume Connecticut, a est del fiume Hudson e a nord del Massachusetts, emettendo concessioni territoriali controverse, contestate dalla Provincia di New York che rivendicava anch'essa lo stesso territorio. Queste dispute portarono alla formazione della Repubblica del Vermont e, successivamente, dello stato americano del Vermont.
L'economia della provincia si basava principalmente sul legname e sulla pesca. Il commercio del legname, sebbene redditizio, era soggetto a conflitti con la corona, che intendeva riservare i migliori alberi per l'uso come alberi di maestra. Sebbene i leader puritani del Massachusetts governarono la provincia per molti anni, la popolazione del New Hampshire era più eterogenea dal punto di vista religioso, in parte a causa dell'afflusso di rifugiati che fuggivano dalle tensioni religiose nel Massachusetts.
A partire dagli anni Ottanta del Seicento e fino al 1760, il New Hampshire fu spesso in prima linea nei conflitti militari con la Nuova Francia e gli Abenaki, subendo attacchi importanti durante la Guerra di Re Guglielmo, la Guerra di Dummer e la Guerra di Re Giorgio. Inizialmente, la provincia non era fortemente a favore dell'indipendenza, ma con lo scoppio del conflitto armato a Lexington e Concord, molti dei suoi abitanti si unirono alla causa rivoluzionaria. Dopo la fuga del governatore John Wentworth dal New Hampshire nell'agosto del 1775, gli abitanti adottarono una costituzione all'inizio del 1776. L'indipendenza all'interno degli Stati Uniti venne infine confermata dal Trattato di Parigi del 1783.